# Rogas citernii
Rogas citernii är en stekelart som först beskrevs av Mantero 1904.  Rogas citernii ingår i släktet Rogas och familjen bracksteklar. Inga underarter finns listade i Catalogue of Life.